# El Enano Maldito

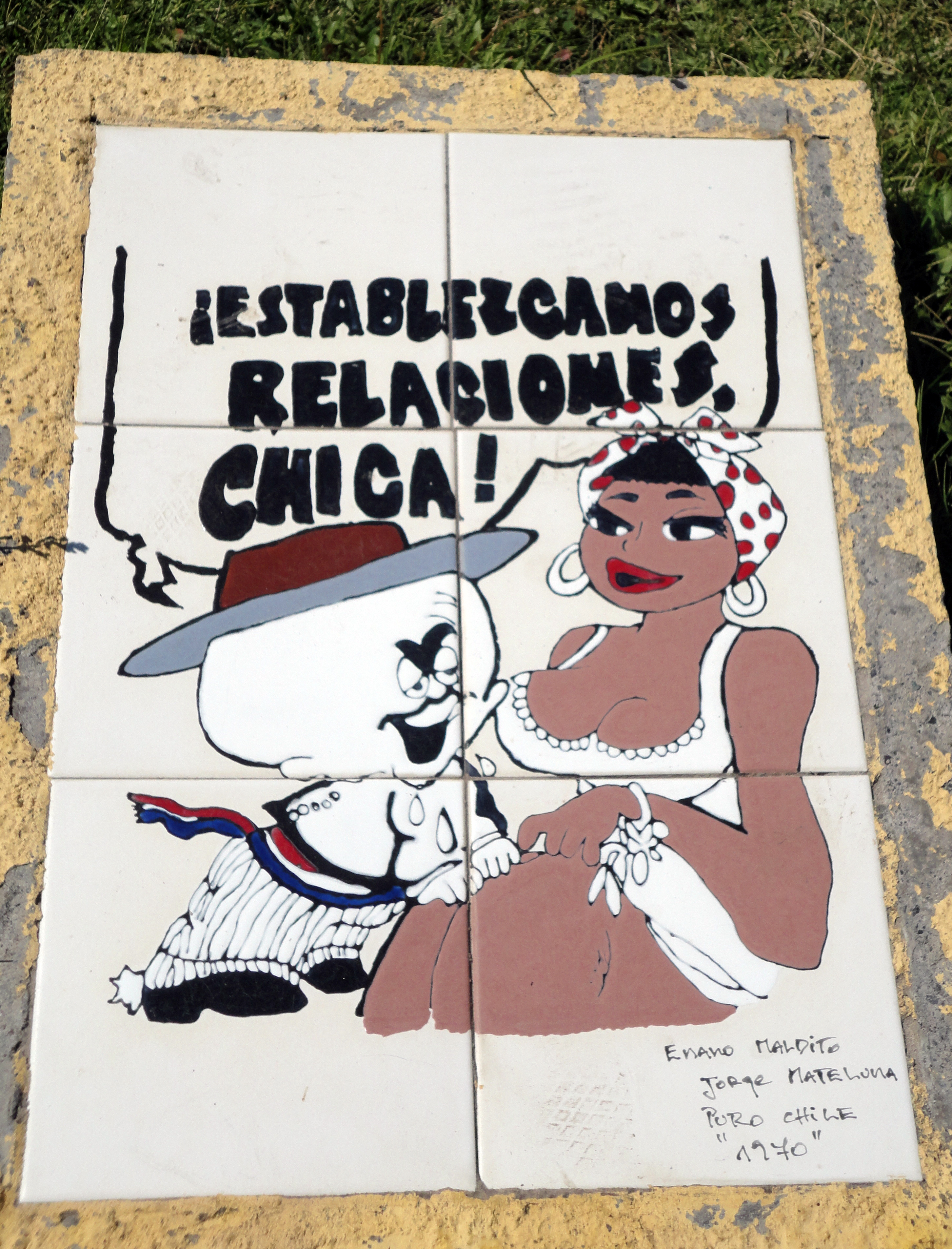
El Enano Maldito, personaje de Jorge Mateluna para el diario Puro Chile, 1970, en una cerámica del Parque del Cómic de San Miguel.

El Enano Maldito fue una caricatura de Jorge Mateluna (Orsus), publicada por Puro Chile desde 1970 hasta 1973, año en que, después del golpe militar de septiembre encabezado por el general Augusto Pinochet, este diario fue clausurado (al igual que Las Noticias de Última Hora, periódico en el que paralelamente el personaje había comenzado a salir en 1973). 

## Características e historia
El Enano Maldito era un personaje chico, feo y cabezón, que atacaba duramente a la derecha política durante la elección presidencial de 1970 y apoyaba al candidato socialista Salvador Allende. Al día siguiente del triunfo electoral de Allende, se publicó la recordada caricatura en donde el enano reía diciendo «Les volamos la ra… ja-ja-ja (…) je-je-je (…) ju-ju-ju (…) ji-ji-ji (…)».
Se trataba de una tira cómica de primera página cuyos guiones eran escritos por el propio director de Puro Chile, Eugenio Lira Massi. Firmaba la caricatura, cuando no aparecía en forma anónima, Orsus, seudónimo de Jorge del Carmen Mateluna Muñoz, dibujante más conocido simplemente como Jorge Mateluna, que colaboró en revistas picarescas como El Pingüino y fue creador del famoso suplemento infantil Icarito de La Tercera.
Durante el gobierno de la Unidad Popular, El Enano Maldito siguió atacando a la derecha y en más de una ocasión los tribunales de justicia ordenaron la clausura de Puro Chile por ofensas al poder judicial. Entonces, "el periódico siguió publicando al personaje pero como un enmascarado, lo que ilustraba claramente la radicalización de la postura de la propia izquierda, que exigía mayor compromiso con el cambio social liderado por el gobierno de Allende".
Jorge Mateluna, al dejar Puro Chile por el diario del PS Las Noticias de Última Hora, generó —como explica Cristián Díaz Castro, dibujante y estudioso de la historieta chilena— una polémica hacia abril de 1973, pues se llevó consigo a El Enano Maldito, con lo que el popular personaje "empezó a aparecer simultáneamente en ambas publicaciones, con los consiguientes problemas en cuanto a la autoría y propiedad intelectual de la caricatura". La última aparición de El Enano Maldito fue el 10 de septiembre de 1973, en este diario, que junto con otros medios de comunicación fue clausurado por la junta militar.

## El personaje fuera de los periódicos
El primer libro recopilatorio del Enano Maldito salió ya antes de la Navidad de 1970, según el citado Cristián Díaz. Además, fue el personaje elegido por Jorge Mateluna para ilustrar el libro Relato de un brigadista (Universidad Técnica del Estado, 1971) de Miguel García (El Güito), sobre la experiencia de la Brigada Venceremos, de las Juventudes Comunistas de Chile, que viajó al norte del país, en el verano de 1970, para colaborar en la campaña presidencial de Salvador Allende.
Tal fue popularidad del personaje, que el músico Sergio Ortega compuso una canción llamada El Enano Maldito acota..., interpretado por el grupo Quilapayún y aparecida en su sencillo del mismo nombre. Nano Parra, por su parte, compuso otra, titulada Los pensamientos del Enano Maldito.